# 三遊亭金朝
三遊亭 金朝（さんゆうてい きんちょう）は、落語家の名跡。

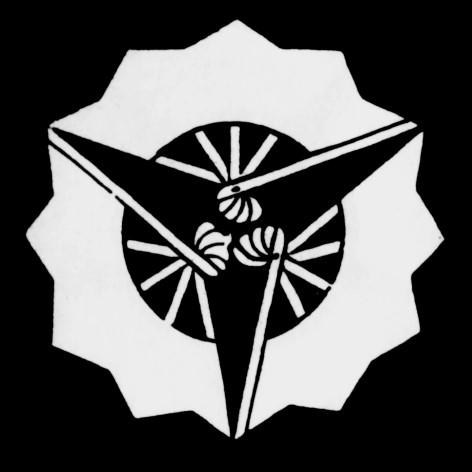
三遊亭の定紋「高崎扇」

- 初代三遊亭金朝 - 三遊亭圓朝の門人。芝居噺を得意とした。後に上方に行く。生没年不詳。幕末から明治初年に存在。

## 2代目
2代目 三遊亭 金朝（1849年（嘉永2年）（逆算） - 1909年（明治42年）3月22日）本名：赤田 滝次郎。
東京神田の屋根板職の家に生まれる。最初は天狗連で志ら玉を名乗って声色をやっていた。後に圓朝に見出され2代目金朝を名乗った。
この2代目金朝も芝居噺を演じ特に初代市川左團次の声色を得意とした。市川左團次の浅尾の局が十八番で屋号にちなんで高島屋金朝なるあだ名もあった。
1892年（明治25年）秋に目の病気を患い治療などをしていたが、甲斐なく失明する。
1907年（明治40年）6月28日には生葬式を挙行。経帷子を着用し首より頭陀袋を掛け自分の棺のあとに従って寺まで葬送するなど、風変わりなものだった。後日6月28日を金朝の命日と定めた。ちなみに2世曽呂利新左衛門も同様の葬式を後に行っている。
1909年（明治42年）3月22日に死去した。享年61。
死亡記事は先代三遊亭金朝死す 芝居咄を得意とせし同人は昨年来心臓病に罹り治療中去廿二日遂に死亡せり･･･（『万朝報』明治四十二年、三月二十五日）

## 3代目
3代目 三遊亭 金朝（1878年（明治11年）（逆算） - 1914年（大正3年）2月13日）本名：赤田 金太郎。
- 東京下谷の生まれ、2代目の実の子。
- 実の弟は歌舞伎の囃子方の10代目田中傳左衛門。
- 最初は4代目橘家圓喬の門で金喬。
- 後に圓慶となる。
- 初代三遊亭圓遊の門で遊人。
- 更に1901年（明治34年）7月、4代目柳亭左楽の門で3代目枝太郎。
- 圓喬の門に戻り父没後1910年（明治43年）頃に金朝を継いだ。
  - 実際はもう少し早く1906年2月に真打と同時に襲名したのではないかと思われる。
- 当初は亭号は橘家だったが後に本来の三遊亭にした。
- その後体調を崩し赤坂の豊川亭の席亭に就いたが1914年（大正3年）2月13日に死去した。

死亡記事は三遊派の落語家で一時真打の看板を掲げたことがある二代目（誤字）金朝は肺病の為久しく寄席を休んでい先頃から赤坂一つ木の寄席豊川亭を経営して居たが、十四日遂に死亡した･･････（『国民新聞』大正三年、二月二十日）
報道された記事では死亡月日が14日と記述されているが『東京朝日新聞』には2月13日となっている。また谷中の永久寺に残る過去帳には同年1月13日と記載されていて一ヶ月の違いが生じる。戒名も過去帳には金山諦道信士とある、『技芸士墓誌』には荒川の泊船軒、三遊亭金朝無脳居士とあり違いがこちらも生じる。
父同様声色が売りであった。

## 4代目
四代目 三遊亭 金朝（1975年（昭和50年）9月21日 - ）は、落語家。出囃子は「猩々くずし」。千葉県成田市出身。落語協会所属。本名：大橋 岳登志。

### 経歴
八千代市立大和田南小学校、成田市立玉造中学校、東京学館高等学校 を経て、上武大学卒業。
1998年6月、三代目三遊亭小金馬に入門、「金兵衛」を名乗る。
2001年11月、二ツ目昇進。
2013年9月21日に川柳つくし、金原亭龍馬、三遊亭天どん、柳家喬志郎と共に真打昇進し、四代目三遊亭金朝を襲名。真打昇進披露目の初日は、『薮入り』をかけた。

### 芸歴
- 1998年6月 - 三代目三遊亭小金馬に入門、前座名「金兵衛」。
- 2001年11月 - 二ツ目昇進。
- 2013年9月 - 真打昇進、「四代目三遊亭金朝」を襲名。